# Dusona argentea
Dusona argentea är en stekelart som först beskrevs av Norton 1863.  Dusona argentea ingår i släktet Dusona och familjen brokparasitsteklar. Inga underarter finns listade i Catalogue of Life.